# Hexoplon uncinatum
Hexoplon uncinatum là một loài bọ cánh cứng trong họ Cerambycidae.